# Grupul de Observatori Militari din India și Pakistan
Grupul de Observatori Militari ai Națiunilor Unite din India și Pakistan, abreviat GOMNUIP sau UNMOGIP, este o misiune de menținere a păcii condusă de Organizația Națiunilor Unite, începută în 1951 a cărei datorie este monitorizarea implementării armistițiului între Republica India și Republica Islamică Pakistan. Activitatea sa continuă până în prezent. 

## Istoric
GOMNUIP își are originea în Comisia Națiunilor Unite pentru India și Pakistan (UNCIP), creată prin rezoluția 47 a Consiliului de Securitate al ONU la 21 aprilie 1948.